# ザ・ペニンシュラ・バンコク
ザ・ペニンシュラ・バンコク (The Peninsula Bangkok) は、タイ・バンコクのクローンサーン区にある高級ホテル。運営は香港&上海ホテルズ。

## 特徴
チャオプラヤー川の川岸に1998年11月に開業した39階建て高さ151m、370室の高層ホテル。全ての部屋がチャオプラヤー川に面しており、マンダリン・オリエンタル・バンコクやシャングリ・ラ ホテル バンコクなどの最高級ホテルの対岸に位置している。
ホテル-バンコク・スカイトレインのサパーンタークシン駅(สถานีสะพานตากสิน)間を往復する無料のシャトルボートが一定時間おきに運航されている。所要時間は約5分。
パッケージツアーで利用されることが多いホテルで、パッケージツアーやホテルクーポンで利用される最もベーシックなデラックスで約46平方メートルの広さを誇る。また、デラックススイートは約76平方メートルの広さである。
デラックスとデラックススイートは4階から9階の低層階にあり、グランドデラックスとグランドデラックススイートは10階以上の高層階にある。なお、デラックスとグランドデラックス、デラックススイートとグランドデラックススイートの区別はいずれも位置している階の違いだけで、客室の広さや設備による違いはない。このホテルの最大の特徴はバスルームで、全室にカラーテレビとシャワーブースが付いている。
同ホテルは高級車であるロールス・ロイスとメルセデス・ベンツを所有しており、ホテル-スワンナプーム空港間の送迎などで利用されている。さらにこれら高級車の代わりにヘリコプターを利用することも可能である。ホテルの屋上がヘリポートになっている。
2003年には旅行専門誌「トラベル・アンド・レジャー」の読者投票で「世界最高のホテル」に選ばれた。

## 施設

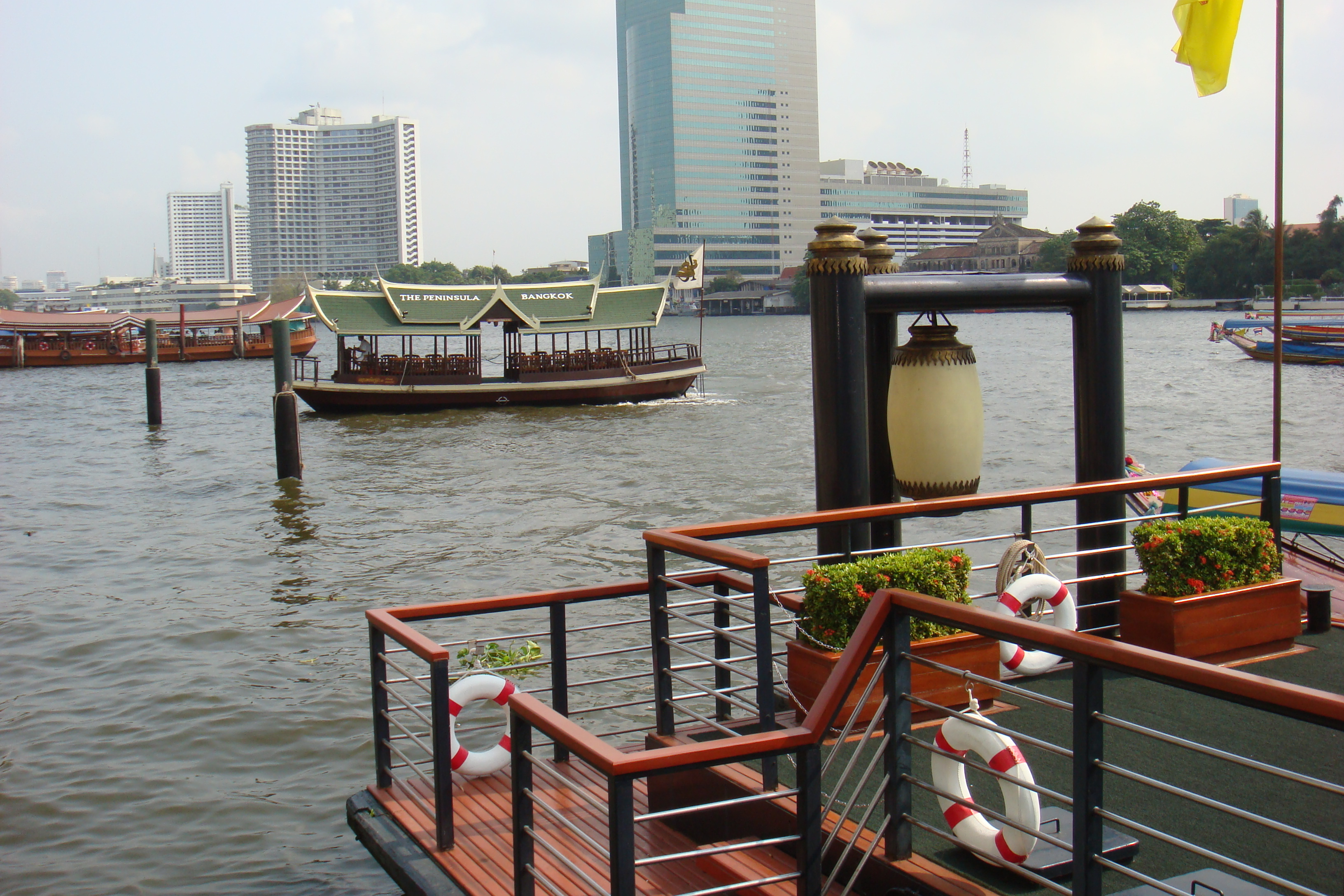
ホテルとサパーンタークシン駅間を往復する無料のシャトルボート乗り場とシャトルボート

- ジェスターズ(Jesters)　パシフィックリム料理（休業中：バンケットルームとして使用）
- 湄江(Mei Jiang)　広東料理
- ティプタラ(Thiptara)　タイ料理（ディナー営業のみ：全席屋外）
- リバーカフェ&テラス(River Cafe & Terrace)　西洋料理、タイ料理
- リバー・バー(River Bar)　バー（全席屋外）
- ザ・ロビー(The Lobby)　アフタヌーンティー
- ザ・プール(The Pool)　軽食
- ザ・バー(The Bar)　バー
- ザ・ペニンシュラ スパ(The Peninsula Spa by ESPA)　スパ施設、フィットネスセンター
- ザ・ペニンシュラ ブティック(The Peninsula Boutique)　チョコレートや紅茶などのペニンシュラホテル関連の商品の販売　アイスクリームバー併設
- プール　屋外に1か所
- テニスコート　オムニコート2面
- ヘリパッド　専用ラウンジ併設

など